# لوئیس استراوز
لوئیس لیشتن‌اشتاین اشتراوس (انگلیسی: Lewis Lichtenstein Strauss; ‎/ˈstrɔːz/‎ STRAWZ) (۳۱ ژانویه ۱۸۹۶ – ۲۱ ژانویه ۱۹۷۴) کارمند دولت، بیزنس‌من  و افسر نیروی دریایی آمریکایی بود. او یکی از اعضای اصلی کمیسیون انرژی اتمی ایالات متحده آمریکا (AEC) در سال ۱۹۴۶ بود و در دههٔ ۱۹۵۰ به عنوان رئیس این کمیسیون خدمت کرد. استراوس یک شخصیت کلیدی در توسعه جنگ‌افزار هسته‌ای پس از جنگ جهانی دوم و انرژی هسته‌ای در آمریکا بود.

## در رسانه
نقش استراوس توسط فیل براون در مینی‌سریال سال ۱۹۸۰ بی‌بی‌سی به نام اوپنهایمر بازی شد.
فیلم سینمایی اوپنهایمر ساختهٔ کریستوفر نولان و با بازی کیلین مورفی در نقش اوپنهایمر، امیلی بلانت در نقش همسر اپنهایمر، رابرت داونی جونیور در نقش لوئیس استراوس و مت دیمون در نقش لسلی گرووزدر سال ۲۰۲۳ اکران شد.

## نوشته‌ها
- Strauss, Lewis L. Men and Decisions (Garden City, New York: Doubleday & Company, 1962).